# 丹波篠山市消防本部
丹波篠山市消防本部（ささやまししょうぼうほんぶ）は、兵庫県丹波篠山市の消防部局（消防本部）。管轄区域は丹波篠山市全域。

## 概要
- 消防本部：丹波篠山市北40-2
- 管内面積：377.61km2
- 職員定数：65人
- 消防署1カ所、出張所3カ所
- 主力機械（2023年4月1日現在）
  - 普通消防ポンプ自動車：2
  - 水槽付消防ポンプ自動車：1
  - 化学消防自動車：1
  - 高規格救急自動車：5
  - 救助工作車：1
  - 指揮車：1
  - 広報車：1
  - 指令車：1
  - 支援車：2
  - 無線簡易中継車：1

## 沿革
- 1999年4月1日　多紀郡篠山町・今田町・丹南町・西紀町の新設合併により、篠山市が発足する。
  - 4町が設立していた多紀郡広域行政事務組合（1978年4月1日消防本部設置）が合併前日をもって解散し、篠山市に承継する。多紀郡広域行政事務組合消防本部より、単独消防として篠山市消防本部を設置する。
- 2019年5月1日　篠山市が丹波篠山市に名称変更したことに伴い、丹波篠山市消防本部に改称[1]。

## 組織
- 本部 - 管理課、予防課、警防課
- 消防署 - 警防第1係・救急第1係・通信第1係・警防第2係・救急第2係・通信第2係

## 消防署
| 消防署           | 住所   | 出張所                                            |
| ---------------- | ------ | ------------------------------------------------- |
| 丹波篠山市消防署 | 北40-2 | 西：宮田240 東：細工所21-2 南：今田町今田新田17-1 |